# Emmanuel Zymvrakakis
 (février 2014).
Pour les articles homonymes, voir Zymvrakakis.
Emmanuel Zymvrakakis (en grec moderne : Εμμανουήλ Ζυμβρακάκης / Emmanouíl Zymvrakákis) est né en 1861 à Nauplie, en Grèce, et est décédé à Athènes, en 1928. C’est un militaire grec célèbre pour son action durant la Première Guerre mondiale.
Issu d’une famille d’expatriés crétois, il intègre l’Académie militaire grecque et est nommé sous-lieutenant en 1881. Il part ensuite poursuivre sa formation en France, à Orléans. En 1897, il part comme volontaire en Crète pour participer à la révolte menée contre le pouvoir ottoman. Il devient ensuite un membre actif de la « ligue militaire » qui organise le Coup de Goudi contre le gouvernement du roi Georges Ier de Grèce. C’est alors lui qui propose d’appeler Elefthérios Venizélos à la tête du gouvernement.
Par la suite, il sert comme adjudant du roi Georges Ier et est nommé commandant de la division Thessalonique en 1913. En récompense de son action durant les Guerres balkaniques, il est promu général le 8 décembre 1914.
Proche de Venizélos, il joue un rôle décisif dans le coup d’État militaire mené, à Thessalonique, en 1916, contre le gouvernement du roi Constantin Ier de Grèce et qui aboutit à la mise en place d’un gouvernement de défense nationale. Il conduit ensuite les premières unités de volontaires grecs qui se joignent à l’Armée d’Orient sur le front macédonien. En outre, après la réunification de la Grèce, c’est lui qui conduit les forces helléniques durant la bataille de Skra-di-Legen, en mai 1918.
Une fois la Bulgarie et l’Empire ottoman vaincus, Zymvrakakis occupe la Thrace occidentale et orientale et mate la résistance turque dans la région. Après la défaite de Venizélos aux élections de 1920, Zymvrakakis est démis de ses fonctions.
Il meurt à Athènes en 1928.